# Brookhattan
Brookhattan Football Club foi uma agremiação esportiva da cidade de Nova Iorque, Nova Iorque. O clube disputou American Soccer League.

## História
Fundado em 1933, o Brookhattan conquistaram seu primeiro torneio em 1942, a Lewis Cup. O clube voltaria a conquistar esse título em 1945, quando conquista também a National Challenge Cup e a American Soccer League.
Em 1948 foi comprado por Eugene Diaz. Nesse mesmo ano a equipe é vice campeã da National Challenge Cup. Na temporada 1948-49 da ASL o jogador da equipe Pito Villanon termina como artilheiro. na temporada seguinte novamente tem o artilheiro da ASL, Joe Gaetjens.

## Títulos
Campeão Invicto
| NACIONAIS      | NACIONAIS              | NACIONAIS | NACIONAIS  |
|                | Competição             | Títulos   | Temporadas |
| -------------- | ---------------------- | --------- | ---------- |
| Estados Unidos | National Challenge Cup | 1         | 1945       |
| Estados Unidos | American Soccer League | 1         | 1944–45    |
| Estados Unidos | Lewis Cup              | 2         | 1942, 1945 |